# Jimmy Yuill
Jimmy Yuill (Golspie, 13 februari 1956) is een Schotse acteur uit Golspie in het noorden van Schotland. Hij ging naar Engeland en werd daar medewerker van de Royal Shakespeare Company en later speelde hij bij de RenaissanceTheatre Company. Hij is het meest bekend van zijn rol als inspecteur Doug Kersey in de Engelse politieserie Wycliffe. Zijn voorkomen is klein, gezet en bebaard. In juni 2006 kwam zijn eerste optreden in de Britse soapserie EastEnders als Victor Brown. In november 2007 vervulde Yuill de hoofdrol in Sophocles' Antigone als Creon, Koning van Thebe.

## Rollen (selectie)
- Local Hero (1983, film) als Iain
- Henry V (1989) (1989, film) als Jamy
- Paper Mask (1990, film) als Alec Moran
- Much Ado About Nothing (1993, film) als the Friar
- Hamish Macbeth (1994, tv) als Lachlan McRae (6 afleveringen)
- Wycliffe (television) (1994, tv) als DI Doug Kersey (25 afleveringen, 1994-1998)
- Casualty (tv serie) (1998, tv) als Donald Mallett
- Strictly Sinatra (2000, film)
- Schneider's 2nd Stage (2001, film) als Detective Chief Inspector
- A Touch of Frost (2003, tv) als Charles Lightfoot in Close Encounters
- Ladies in Lavender (2004, film) als Constable Timmins
- Inspector Lynley Mysteries (2005, tv) als PC Garrett in In Divine Proportion
- Dalziel and Pascoe (2006, tv) als Robert MacAlpine (één aflevering)
- As you like it (2006, film) als Corin
- Antigone (2007, theater) als Creon, Koning van Thebe
- EastEnders (2006) (inmiddels 14 afleveringen)